# Mercenar (film)
Mercenar (în engleză Soldier of Fortune) este un film american de aventuri din 1955 despre salvarea unui prizonier american în Republica Populară Chineză în anii 1950. A fost regizat de Edward Dmytryk, cu Clark Gable și Susan Hayward în rolurile principale și a fost scris de Ernest K. Gann pe baza romanului său din 1954.

## Rezumat
Jane Hoyt (Susan Hayward) ajunge în Hong Kong în căutarea soțului ei, fotoreporterul aventurier Louis Hoyt (Gene Barry). El a intrat în China comunistă fără viză și a fost închis ca suspect de spionaj.  Jane Hoyt îl întâlnește pe Hank Lee, un om de afaceri american care se va îndrăgosti de ea. După ce a eliberat-o de Rocha, un escroc din Macao în care avea încredere, Hank Lee organizează evadarea soțului ei. Acesta pleacă după noi aventuri, în timp ce Jane alege să rămână cu Hank Lee.

## Distribuție
- Clark Gable - Hank Lee
- Susan Hayward - Jane Hoyt
- Michael Rennie - Inspector Merryweather
- Gene Barry - Louis Hoyt
- Alexander D'Arcy - Rene Dupont Chevalier (ca Alex D'Arcy)
- Tom Tully -  Tweedie, owner of Tweedie's Bar
- Anna Sten - Madame Dupree
- Russell Collins - Icky, piano player
- Leo Gordon - Big Matt
- Richard Loo - General Po Lin
- Soo Yong - Dak Lai
- Frank Tang - Capt. Ying Fai
- Jack Kruschen - Austin Stoker, Lee's assistant
- Mel Welles - Fernand Rocha
- Grace Chang[4] - Prostituată (nemenționat)